# Pseudomyrmex villosus
Pseudomyrmex villosus är en myrart som beskrevs av Ward 1989. Pseudomyrmex villosus ingår i släktet Pseudomyrmex och familjen myror. Inga underarter finns listade i Catalogue of Life.